# Panethita
La panethita es un mineral raro de la classe de los fosfatos, descubierto en 1966 en el meteorito Dayton, encontrado en Ohio, Estados Unidos. Recibió su nombre en honor de Friedrich Adolf Paneth (1887-1958), químico británico de origen austríaco, que fue la mayor autoridad en su época sobre hidruros volátiles y que también hizo importantes contribuciones al estudio de la estratosfera.

## Características
La panethita es un fosfato de fórmula química (Na, Ca)2 (Mg, Fe2+)2 (PO4)2. Según su procedencia, su fórmula empírica puede variar, pero siempre el sodio y el magnesio son los cationes de mayor contenido.
Cristaliza en el sistema monoclínico y en cristales euhédricos de hasta 1 mm de largo. Es de color amarillo-ámbar claro y su densidad es de 2,9 g/cm³. Su dureza no ha sido determinada.
Según la clasificación de Strunz, la panethita pertenece al tipo "08.AC: Fosfatos, sin aniones adicionales, sin H2O, con cationes de tamaño medio y grande" junto con 49 minerales más, entre los que se encuentran: howardevansita, alluaudita, arseniopleíta, bario-olgita, bobdownsita, bobfergusonita, brianita, ferromerrillita, hagendorfita, johillerita, johnsomervilleíta, marićita, merrillita, olgita, yazganita, qingheiíta, qingheiíta-(Fe2+), schäferita, whitlockita y xenofilita.

## Formación y yacimientos
La panethita ha sido encontrada en el meteorito Dayton y también en el meteorito Parjabatpur encontrado en Uttar Pradesh, India.
Suele encontrarse asociada a otros minerales como: brianita, whitlockita, albita, enstatita, schreibersita, camacita, taenita, grafito, blenda y troilita.